# Banba
En la mitología irlandesa, Banba (grafía moderna: Banbha [ˈbˠanˠəwə] ), hija de Delbáeth y Ernmas de Tuatha Dé Danann, es una diosa madre de Irlanda. Estaba casada con Mac Cuill, nieto de Dagda.
Formó parte de un importante triunvirato de diosas madres, con sus hermanas, Ériu y Fódla . Según Seathrún Céitinn, adoraba a Macha, a que a veces es mencionada también como hija de Ernmas. Por lo tanto, las dos diosas pueden considerarse equivalentes. Céitinn también se refiere a la tradición de que Banbha fue la primera persona en pisar Irlanda antes del diluvio, en una variación de la leyenda de Cessair .
En el Tochomlad mac Miledh a hEspain i nErind: no Cath Tailten,  se relata que mientras los milesios viajaban por Irlanda, "se encontraron con la victoriosa Banba entre su tropa mágica de hadas "en la montaña Senna, la montaña pedregosa de Mes. Una nota al pie identifica este sitio con Slieve Mish en Corcu Duibne, Condado de Kerry. El suelo de esta región es un podsol no léptico  . Si el personaje de Banba es el de una diosa de la tierra, el podsol no leptico puede haber sido el tipo de tierra del que ella era la deificación.
El LÉ Banba (CM11), un barco del Servicio Naval Irlandés, recibió su nombre.
Inicialmente, podría haber sido una diosa de la guerra además de una diosa de la fertilidad.